# Сендулешть (комуна)
Сендулешть, Сендулешті (рум. Săndulești) — комуна у повіті Клуж в Румунії. До складу комуни входять такі села (дані про населення за 2002 рік):
- Копечень (1250 осіб)
- Сендулешть (642 особи)

Комуна розташована на відстані 301 км на північний захід від Бухареста, 23 км на південний схід від Клуж-Напоки.

## Населення
За даними перепису населення 2002 року у комуні проживали 1892 особи.
Національний склад населення комуни:
| Національність | Кількість осіб | Відсоток |
| -------------- | -------------- | -------- |
| румуни         | 1790           | 94,6%    |
| угорці         | 81             | 4,3%     |
| цигани         | 21             | 1,1%     |

Рідною мовою назвали:
| Мова      | Кількість осіб | Відсоток |
| --------- | -------------- | -------- |
| румунська | 1811           | 95,7%    |
| угорська  | 79             | 4,2%     |
| циганська | 2              | 0,1%     |

Склад населення комуни за віросповіданням:
| Релігія        | Кількість осіб | Відсоток |
| -------------- | -------------- | -------- |
| православні    | 1684           | 89,0%    |
| п'ятдесятники  | 71             | 3,8%     |
| реформати      | 34             | 1,8%     |
| греко-католики | 26             | 1,4%     |
| унітарії       | 25             | 1,3%     |
| римо-католики  | 19             | 1,0%     |
| не релігійні   | 9              | 0,5%     |
| баптисти       | 6              | 0,3%     |
| адвентисти     | 1              | 0,1%     |